# Света Параскева (Негуш)
„Света Параскева“ (на гръцки: Ιερός Ναός Αγίας Παρασκευής) е възрожденска православна църква в южномакедонския град Негуш (Науса), Егейска Македония, Гърция. Храмът е част от енорията „Успение Богородично“ на Берската, Негушка и Камбанийска епархия на Църквата на Гърция.
Църквата е разположена в едноименната махала в северната част на града. Построена е от местен камък. По-късно е разширена с добавянето на нартекс. В храма се пази смятана за чудотворна икона на Света Параскева, на която на храмовия празник 26 юли се стичат за поклонение стотици вярващи.